# 阿姆斯特丹西
阿姆斯特丹西（荷蘭語：Amsterdam-West，發音：[ˌɑmstərdɑɱˈʋɛst]）是荷蘭阿姆斯特丹的行政區之一，位於阿姆斯特丹市中心以西。阿姆斯特丹西設立於2010年，由Oud West、Westerpark、De Baarsjes、Bos en Lommer四個區合併而成。2013年，該區有人口約13.85萬人。

## 外部連結

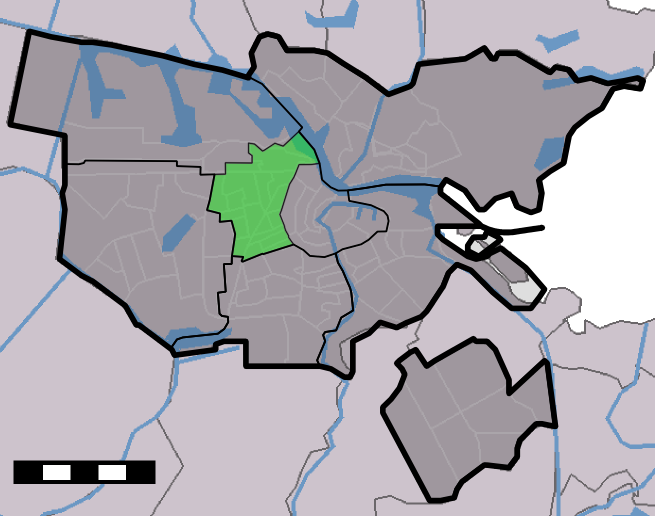
阿姆斯特丹西的位置

- Borough of Amsterdam-West